# Flames
Flames ist eine griechische Thrash- und Death-Metal-Band aus Athen, die im Jahr 1984 gegründet wurde. Die Band teilte die Bühnen mit anderen Metal-Bands wie Motörhead, Kreator, Sodom, Running Wild, Dirty Rotten Imbeciles, Tankard und Exodus.

## Geschichte
Die Band wurde im Jahr 1984 von Gitarrist und Sänger Chris Kirk gegründet. Kurze Zeit später kam sein Bruder und Bassist Andy Kirk zur Band. Noch im selben Jahr begannen sie mit den Arbeiten zu ihrem ersten Album namens Made in Hell. Das Album wurde im Sommer 1985 von Gitarrist Chris Kirk, Nigel „Earring“ Foxxe (E-Gitarre, Gesang) und den Bassisten Ted Pope und Andy Kirk aufgenommen. Statt eines echten Schlagzeugers wurde ein Drumcomputer verwendet. Das Album wurde 1985 in Griechenland über FM Records und in Deutschland über Babylon Records veröffentlicht.
Das zweite Album Merciless Slaughter folgte im Jahr 1986. Das Album wurde im selben Studio aufgenommen. Bei den Aufnahmen war als Schlagzeuger Gus Collins vertreten. Bassist Ted Pope verließ die Band bereits bei den Aufnahmen zum ersten Album. Das Album wurde in Griechenland über FM Records und weltweit über Magic Music veröffentlicht.
Die EP Live in the Slaughter House wurde im Jahr 1987 veröffentlicht. Die EP bestand aus vier Livestücken, auf dem noch Sänger Nigel Foxxe zu hören war. Foxxe wurde im Jahr 1986 durch den Deutschen Alex Ossek ersetzt. Auch Schlagzeuger George Adrian war neues Mitglied der Band.
Im Jahr 1988 erschien das Album Summon the Dead international über Black Dragon Records. Flames war die erste griechische Metalband, die eine internationale Veröffentlichung verzeichnen konnte. Nach der Veröffentlichung folgten diverse Live-Auftritte, um das Album zu bewerben. Ein Jahr später veröffentlichte die Band mit Last Prophecy über FM Records bereits das nächste Album. Der Veröffentlichung folgten erneut Live-Auftritte.
Das Album Nommen Illi Mors wurde im Jahr 1991 über Molon Lave Records veröffentlicht. Auf dem Album war mit Tom T. ein neuer Sänger zu hören. Im Jahr 1992 verließen Schlagzeuger George Adrian und Bassist Andy Kirk die Band, sodass Gitarrist Chris Kirk das einzige verbleibende Originalmitglied war. Es folgten Live-Auftritte, wobei Andy Kirk durch Bassist Elias ersetzt wurde.
Das Album In Agony Rise wurde im Jahr 1996 über Poko Rekords veröffentlicht. Sänger war dabei der deutsche Flo Gebhardt.

## Stil
Die Band spielte anfangs noch langsamen Thrash- und Death-Metal, wohingegen spätere Veröffentlichungen später und wilder wurden. Der Gesang erinnert dabei an den Sänger der Band Exorcist.

## Diskografie
- 1985: Made in Hell (Album, FM Records (Deutschland), Babylon Records (Griechenland))
- 1986: Merciless Slaughter (Album, FM Records (Griechenland), Magic Music (weltweit))
- 1987: Live in the Slaughterhouse (EP, FM Records)
- 1988: Summon the Dead (Album, Black Dragon Records)
- 1989: Last Prophecy (Album, FM Records)
- 1991: Nomen Illi Mors (Album, Molon Lave Records)
- 1991: Greatest Hits (Kompilation, FM Records)
- 1996: In Agony Rise (Album, Poko Rekords)
- 2011: Legacy (Kompilation, Eigenveröffentlichung)